# Liste der denkmalgeschützten Objekte in Polling in Tirol
Die Liste der denkmalgeschützten Objekte in Polling in Tirol enthält die 5 denkmalgeschützten, unbeweglichen Objekte der Gemeinde Polling in Tirol im Tiroler Bezirk Innsbruck-Land.

## Denkmäler
| Foto |                 | Denkmal                                                                             | Standort                                       | Beschreibung | Metadaten |
| ---- | --------------- | ----------------------------------------------------------------------------------- | ---------------------------------------------- | --- | --- |
| ja   | Datei hochladen | Kreuzkapelle HERIS-ID: 40054 Objekt-ID: 39944 TKK: 69194                            | neben Polling in Tirol 3 Standort KG: Polling  | Der Kapellenbildstock wurde Ende des 17. Jahrhunderts erbaut, 1994 versetzt. Die offene, gemauerte Wegkapelle mit dreiseitigem Chorschluss, Säulenvorbau aus vorgestellten Säulen und geschwungenem Giebel hat eine Fassade mit Scheinarchitekturmalerei, innen ein Tonnengewölbe und eine barocke Kreuzgruppe. | BDA-Hist.: Q37992498 Status: § 57-Mandatsbescheid Stand der BDA-Liste: 2025-06-30 Name: Kreuzkapelle GstNr.: .205                                                               |
| ja   | Datei hochladen | Kaplaneikirche hl. Rochus und Friedhof HERIS-ID: 40055 Objekt-ID: 39945 TKK: 19523  | neben Polling in Tirol 35 Standort KG: Polling | Die barocke Kirche wurde 1668 an Stelle einer Pestkapelle erbaut, 1678 geweiht und 1754/56 umgebaut. Die Westfassade ist mit einem geschmiegten Giebel, einer Vorhalle auf Steinpfeilern und einem abgefasten Rundbogenportal gestaltet. Das Innere weist ein dreijochiges Langhaus mit Stichkappentonne auf Pilastern, eine Westempore mit Stuckmedaillons, einen flachbogigen Triumphbogen und Rundbogenfenster in Langhaus und Chor auf. Die Gewölbemalereien mit Szenen aus dem Leben des hl. Rochus wurden 1756 von Anton Kirchebner geschaffen. | BDA-Hist.: Q37992507 Status: § 2a Stand der BDA-Liste: 2025-06-30 Name: Kaplaneikirche hl. Rochus und Friedhof GstNr.: 1631, 1627/1 Kaplaneikirche hl. Rochus, Polling in Tirol |
| BW   | Datei hochladen | Hauskapelle und Sakristei Sticklberg HERIS-ID: 40056 Objekt-ID: 39946               | bei Pollingberg 11 Standort KG: Polling        | | BDA-Hist.: Q37992514 Status: § 2a Stand der BDA-Liste: 2025-06-30 Name: Hauskapelle und Sakristei Sticklberg GstNr.: .88                                                        |
| ja   | Datei hochladen | Lourdeskapelle, Kapelle Sticklberg HERIS-ID: 105545 Objekt-ID: 122545 TKK: 69196    | bei Pollingberg 11 Standort KG: Polling        | Die neugotische, einjochige Kapelle stammt aus dem Ende des 19. Jahrhunderts. Sie hat einen eingezogenen Rundbogenchor, Strebepfeiler an den Ecken, eine Spitzbogentür und Spitzbogenfenster, sowie einen hölzernen Giebelreiter. Innen gibt es ein Kreuzgratgewölbe und eine Lourdesgrotte. | BDA-Hist.: Q37805632 Status: § 2a Stand der BDA-Liste: 2025-06-30 Name: Lourdeskapelle, Kapelle Sticklberg GstNr.: .88 Lourdeskapelle Pollingberg                               |
| ja   | Datei hochladen | 14 Nothelfer-Kapelle, Kapelle Ginzeleit HERIS-ID: 55782 Objekt-ID: 64620 TKK: 69193 | gegenüber Pollingberg 13 Standort KG: Polling  | Der zweijochige gemauerte Kapellenbau mit dreiseitigem Chorschluss und kleinem hölzernen Dachreiter wurde Anfang des 17. Jahrhunderts errichtet. Das abgefaste Rundbogenportal der Eingangsfassade wird von zwei kleinen, flachbogig geschlossenen Fensteröffnungen flankiert. Auf jeder Seite des Langhauses gibt es zwei schmale, gedrückte Spitzbogenfenster. Innen eine Stichkappentonne mit Stuckrippen. | BDA-Hist.: Q38067910 Status: § 2a Stand der BDA-Liste: 2025-06-30 Name: 14 Nothelfer-Kapelle, Kapelle Ginzeleit GstNr.: .148                                                    |